# Nad Hutěmi (Praha)
Nad Hutěmi je ulice v lokalitě Hutě (Na Hutích) v katastrálním území Hloubětín na Praze 14, která spojuje zahrádkářskou osadu Bažantnice s křižovatkou ulic Vírská a Stropnická. Protíná ji ulice Za Černým mostem a ústí do ní ulice Římovská. Má přibližný západovýchodní průběh.

## Historie a názvy
Nazvána je podle lokality Hutě, kde probíhala těžební činnost a kterou také připomíná ulice K Hutím. Ulice vznikla a byla pojmenována v roce 1988.

## Zástavba a charakter ulice
V západním úseku jsou na jižní straně chatové objekty, na severní straně jsou pole a zeleň, ulice zde má charakter polní cesty. Ve středním úseku jsou na jižní straně rodinné domy s bazény, na severní straně je zeleň a servis pro automobily, povrch silnice je ze zámkové dlažby. Ve východním úseku mezi ulicemi Za Černým mostem a Stropnická jsou jednopatrové rodinné domy, které mají všechny jednotnou podobu, částečně z neomítnutých cihel se zahradami a samostatně stojícími garážemi, povrch ulice je také ze zámkové dlažby.
Ulice je opatřena dopravní značkou obytná zóna a protíná ji cyklistická trasa KB-KY, která vede podél ulice Za Černým mostem.